# Juan Luis de la Cerda
Pour les articles homonymes, voir De la Cerda.
Juan Luis de la Cerda est un jésuite et écrivain espagnol, né à Tolède en 1560 et mort en 1643.
Il enseigne, pendant cinquante ans, la logique, la théologie, la rhétorique, etc., dans sa ville natale.

## Biographie
Né à Tolède vers 1560, il a pour père don Juan de la Cerda, chanoine de cette ville. Il entre jeune dans la Compagnie de Jésus, étudie les sciences sacrées et profanes, enseigne pendant plus de cinquante ans, dans sa patrie, d’abord la théologie et la logique, ensuite l’éloquence et la poésie. Urbain VIII voulut avoir, dit-on, son portrait dans sa chambre, et plusieurs fois il charge le cardinal Francesco Barberini, légat en Espagne, de le complimenter au nom de Sa Sainteté. La Cerda meurt à Madrid, en 1643, âgé de plus de 83 ans. « Il joignait, dit Philippe Alegambe, à une grande érudition, beaucoup de candeur et de simplicité. »    

## Œuvres
La Cerda est principalement connu par son commentaire sur Virgile, le plus ample qui ait été fait sur ce poète. Les critiques en ont porté des jugements divers ; les uns trouvent que la Cerda y montre partout ce qu’on voit rarement uni, le goût et l’érudition ; les autres prétendent qu’on ne peut estimer que ce qu’il copie souvent de ses prédécesseurs, et que ce qu’il dit de lui-même est puéril et méprisable. Il est certain que le jésuite espagnol explique souvent ce qui n’a pas besoin d’être expliqué, et quelquefois ce qui ne devrait pas l’être. Les rapprochements qu’il fait du texte des différents poètes prouvent qu’il en avait fait une longue et pénible étude ; ses explications géographiques sont très-exactes ; ainsi ce volumineux commentaire peut encore être consulté. Le 1er volume, contenant les Bucoliques et les Géorgiques, parut à Madrid, en 1608, in-fol., et fut réimprimé à Lyon, en 1609. Le 2e volume, sur les six premiers livres de l’Énéide, fut imprimé à Lyon, en 1612, et le 3e sur les six derniers livres, dans la même ville, en 1617. Cette première édition est la plus rare et la plus recherchée ; la meilleure est celle de Lyon, 1619, 3 vol. in-fol. ; il en existe deux autres données à Cologne, en 1628 et 1642.
On a encore de la Cerda:
- une édition de Tertullien, avec des notes, Paris, 1624-1650, 2 vol. in-fol. Quoique Gaspard de Barth parle de cette édition avec éloge, et qu’Antonio Pérez l’appelle opus altissimæ eruditionis, les savants n’en font aucun cas : les notes ont été réimprimées en partie dans le Tertullien de Priorius (Philippe Le Prieur).
- Adversaria sacra, quibus fax præfertur ad intelligentiam multorum scriptorum sacrorum, Lyon, 1626, in-fol. C’est le plus estimé des ouvrages de la Cerda ; on y trouve : Psalterium Salomonis, græce-latine, et le livre de Tertullien, de Pallio, avec un commentaire, plus ample que celui de l’édition complète de ses œuvres.
- De Excellentia cœlestium spirituum, præsertim de angeli custodis ministerio, Paris, 1631, in-8°.
- De lnstitutione grammatica libri quinque. Cet ouvrage, qui eut un succès étonnant, est principalement tiré de la Minerva de Sanctius, et des Grammaticæ Introductiones d’Antonio de Nebrija. La Cerda obtint, en 1615, un privilège, qui fut renouvelé en 1675, et par lequel il fut ordonné que, pour l’enseignement du latin, on ne se servirait plus désormais dans toutes les écoles publiques de l’Espagne que de ses Institutions. Le savant Gregorio Mayans blâme ce privilège exclusif, qui tourna au détriment de la langue latine, en empêchant les professeurs qui avaient trouvé de nouvelles et de meilleures méthodes de les enseigner publiquement.

### Source
- « Juan Luis de la Cerda », dans Pierre Larousse, Grand dictionnaire universel du XIXe siècle, Paris, Administration du grand dictionnaire universel, 15 vol., 1863-1890 [détail des éditions].
- « Juan Luis de la Cerda », dans Louis-Gabriel Michaud, Biographie universelle ancienne et moderne : histoire par ordre alphabétique de la vie publique et privée de tous les hommes avec la collaboration de plus de 300 savants et littérateurs français ou étrangers, 2e édition, 1843-1865 [détail de l’édition]